# 馬爾伊夫卡 (佩爾沃邁西基區)
49°23′49″N 36°4′19″E / 49.39694°N 36.07194°E
馬爾伊夫卡（烏克蘭語：Мар'ївка）是位於烏克蘭東部的村莊，由哈爾科夫州洛佐瓦區的比利亞伊夫卡市鎮負責管轄。該村始建於1831年，面積0.46平方公里，海拔高度130米，2001年人口121，人口密度每平方公里284.2人。